# Avalon Hill
La Avalon Hill era una casa editrice di giochi statunitense specializzata in wargame e giochi da tavolo (sebbene abbia anche pubblicato videogiochi e giochi di ruolo). Venne fondata nel 1958 e dal 1998 è un marchio di proprietà della Hasbro.

## Storia

### Primi anni
La compagnia fu ufficialmente fondata nel 1958 da Charles S. Roberts con il nome "The Avalon Hill Game Company". 
Già dal 1954 però Roberts usava il nome "The Avalon Company", come etichetta per autopubblicare il suo wargame Tactics, generalmente considerato il primo wargame commerciale. Il nome della compagnia deriva dalla zona di Baltimora in cui abitava Roberts, chiamata per l'appunto "Avalon" e situata su una collina ("Hill") Roberts, all'epoca riservista dell'esercito si aspettava la chiamata per il servizio militare nella guerra di Corea e ideò il gioco come forma di preparazione alla guerra. Quando divenne chiaro che non sarebbe stato chiamato in servizio decise di pubblicare il gioco, piuttosto che di sprecarne la pubblicazione.
Il primo gioco pubblicato ufficialmente dalla compagnia fu Tactics II (1958), la seconda edizione di Tactics Con Tactics Roberts sviluppò un gioco da tavola basato su scenari che simulavano scontri tra forze militari ed il relativo utilizzo di strategie e tattiche. Questo tipo di gioco era già relativamente conosciuto, i wargame ludici si possono far risalire ad H. G. Wells che aveva pubblicato un manuale di regole intitolato Piccole guerre (Little Wars, 1913), ma l'uso di mappe esagonali e di pedine in cartoncino invece di miniature e terreni modellati in scala, simili a quelli in uso nel modellismo ferroviario, ridusse notevolmente il costo di produzione, permettendo di proporre questo tipo di giochi a un pubblico più ampio. Le partite ai giochi più complessi potevano durare per giorni o anche settimane e l'Avalon Hill realizzò un sistema per permettere di giocare per posta.
Tra il 1958 e il 1963 la Avalon Hill pubblicò un totale di diciotto giochi di cui nove wargame, Tactics II (1958), U-Boat (1959), Gettysburg (1958), Chancellorsville (1961), D-Day (1961), Civil War (1961), Waterloo (1962), Bismarck (1962) e Stalingrad (1963) che erano la principale fonte di guadagno della compagnia. I rimanenti erano giochi da tavolo, tra cui Verdict (1959), Verdict II (1961), Le Mans (1961), Air Empire (1961), Baseball Strategy (1960) e Football Strategy (1959)..
Nel 1959 la sede della compagnia si trasferì da 305 Gun Road (la casa di Roberts) al 7 S Gay St e nel 1960 si trasferì nuovamente al 209 E. Fayette St. Nel 1960 Roberts assunse l'amico di lunga data Thomas N. Shaw, come aiuto nel dipartimento creativo. Roberts aveva già pubblicato privatamente due giochi sportivi, che furono acquisiti e pubblicati dalla Avalon Hill (Baseball Strategy e Football Strategy)

### Monarch Avalon Printing
Per finanziare la sua crescita l'Avalon si era pesantemente indebitata e in seguito a una crisi nel mercato di distribuzione che causò la bancarotta di circa un quarto delle compagnie di distribuzione a cui si appoggiava la compagnia, questa si ritrovò finanziariamente in cattive acque. Roberts, era sul punto di dichiarare bancarotta il 13 dicembre 1963, ma i suoi due principali creditori si fecero avanti per acquistare la compagnia e ripianarne i debiti. Nel 1964 la Avalon HIll fu ceduta alla Monarch Office Services di Eric Dott (lo stampatore) e alla Smith Box Company (che produceva le scatole dei giochi). La compagnia fu completamente riorganizzata e ridotta all'osso, con J.E. Sparling come presidente e gli uffici furono trasferiti al 210 W. 28th St. seguendo lo spostamento. L'unico dipendente della vecchia Avalon Hill a rimanere fu Tom Shaw. Per i successivi otto anni la compagnia pubblicò due giochi all'anno (un wargame e un gioco da tavolo)
Alla fine del 1964 la sede fu spostata al 4517 Harford Rd. seguendo lo spostamento degli uffici della Monarch Office Services. Questa rimase la sede stabile della Avalon Hill per i sedici anni successivi.
Nel 1965 fu pubblicato Blitzkrieg probabilmente il primo dei monster game. A differenza dei wargame dell'epoca che simulavano specifiche battaglie storiche questa era una simulazione astratta (gli avversari erano chiamati semplicemente "red/rosso" e "blue/blu") che cercava di simulare tutti gli aspetti della guerra moderna, terrestre, navale e aerea. Nonostante questi aspetti il gioco non fu mai popolare come altri titoli storici della Avalon Hill, ma comunque vendette sempre discretamente non fosse altro che per il carisma del nome.
Un gioco che ottenne una grande popolarità fu Panzerblitz (1970) progettato da un giovane Jim Dunnigan, un wargame a livello tattico, piuttosto che strategico o operazionale come tipico dell'epoca, con mappe geomorfiche e scenari multipli. Dunnigan aveva cominciato a lavorare per l'Avalon nel 1967 pubblicando Jutland e nel 1969 fondò quella che sarebbe diventata il principale competitore dell'Avalon per il mercato dei wargamer, la Simulations Publications, Inc. (SPI). Panzerblitz era in realtà un prodotto della SPI pubblicato sul licenza dall'Avalon. Altri giochi degni di nota del periodo era simulazioni storiche di battaglie e campagne come Midway (1964), Afrika Korps (1964) e Battle of the Bulge (1965).
Anche se i wargames furono sempre i giochi per cui l'Avalon Hill è stata maggiormente famosa, Roberts l'aveva fondata per pubblicare giochi per adulti, non solo wargame. Il suo gioco preferito tra quelli che ha progettato nel suo periodo nella compagnia fu Management. Per quasi tutta la sua storia i wargame furono solo circa la metà della produzione della Avalon. In effetti i suoi due titoli più venduti furono Outdoor Survival (1972) e il gioco di quiz Facts in Five (1977). La linea di non wargame guadagnò alcuni buoni titoli come Acquire e Twixt dall'acquisizione della linea di giochi da tavolo della 3M nel maggio 1976. Negli anni settanta la Avalon Hill pubblicò anche diverse simulazioni di sport che culminarono nella popolare linea Statis Pro nel 1978, che era basata sulla statistiche di giocatori reali. Set aggiornati di carte furono pubblicati ogni anno fino al 1992, quando i videogiochi sportivi dominavano ormai il mercato.
Oltre ai giochi della 3M la Avalon Hill acquistò anche molti giochi da compagnie più piccole per ripubblicarli. Diplomacy acquistato dalla Games Research nel 1976 I giochi della linea Battleline Publications pubblicati dalla Heritage Models, tra cui Wooden Ships and Iron Men e Machiavelli una variante di Diplomacy basata sull'Italia rinascimentale. La AH acquistò anche i giochi dell'australiana Jedko Games, War at Sea nel 1976 e Fortress Europa nel 1980. Nel 1982 acquista Civilization dalla britannica Hartland Trefoil. Il popolare gioco di treni 1830 fu sviluppato dalla Avalon Hill basandosi sul gioco 1829 di Francis Tresham.
Nel 1974 l'Avalon Hill respinse la proposta di Gary Gygax per un nuovo gioco e questi fondò la TSR per pubblicare quello che sarebbe diventato il capostipite dei giochi di ruolo, Dungeons & Dragons. Inizialmente l'Avalon Hill non si occupò del nuovo tipo di giochi, anche se, notando l'interesse per il fantasy e la fantascienza, pubblicò alcuni wargame di questo tipo, come Starship Troopers (1976), Dune (1979) e Magic Realm (1978)

### Victory Games
Nel 1982 la Avalon Hill assunse alcuni ex membri della Simulations Publications, Inc. (SPI), che era stata oggetto di una controversa acquisizione da parte della TSR e formò una compagnia sussidiaria chiamata Victory Games. La SPI era specializzata in wargame più complessi che tentavano di simulare più fedelmente le situazioni di quanto non facessero quelli pubblicati dalla Avalon Hill. Pubblicò anche giochi con una frequenza superiore a quella dell'Avalon Hill che per un lungo periodo mantenne una cadenza di due giochi all'anno anche dopo che la SPI aveva iniziato a pubblicare mensilmente giochi allegati alla sua rivista Strategy & Tactics, oltre ai giochi normalmente pubblicati. I giochi pubblicati dalla Victory Games nello stile della SPI ottennero un buon successo di critica e commerciale. Tuttavia i membri dello staff a poco a poco lasciarono la Victory Games per altre compagnie senza essere rimpiazzati. La compagnia fu disciolta nel 1989, sebbene la Avalon Hill continuò a usare il marchio per pubblicare i giochi che erano stati prodotti dalla Victory Games.

### Giochi di ruolo

#### James Bond 007
La Victory Games pubblicò nel 1983 il primo gioco di ruolo della Avalon Hill, James Bond 007: Role-Playing In Her Majesty's Secret Service, sviluppato da Gerry Klug e Robert Kern. I personaggi sono creati spendendo punti per comprare le loro abilità e il sistema di gioco usa un meccanismo di risoluzione delle azioni unificato che faceva riferimento ad una tabella che in base al tiro mostrava la qualità del successo (o insuccesso) ottenuto. Il gioco era in diretta competizione con Top Secret (1980) della TSR e uscì in concomitanza con due altri giochi di ruolo, Mercenaries, Spies & Private Eyes (1983) della Flying Buffalo e Espionage (1983) della Hero Games, ma grazie alla sua combinazione di buone meccaniche di gioco e della popolare ambientazione riuscì a diventare il principale gioco di ruolo di spionaggio dell'epoca. Il gioco fu pubblicato fino al 1987 quando l'Avalon decise che la licenza di pubblicazione era troppo costosa per rendere profittevole la pubblicazione del gioco.

#### RuneQuest
L'Avalon Hill strinse un accordo con la Chaosium per la pubblicazione di una nuova edizione di RuneQuest (la terza), che fu pubblicato nel 1984 alla GenCon XVII. La Chaosium accettò l'accordo sperando di beneficiare della potenza di marketing dell'Avalon Hill, ma comunque mantenne separati i diritti delle regole da quelli dell'ambientazione (Glorantha) e richiese che il materiale riguardante quest'ultima fosse approvato prima della pubblicazione. L'accordo non fu benefico per RuneQuest che fino ad allora era stato il secondo o terzo gioco di ruolo fantasy per popolarità, l'Avalon Hill lo propose in una costosa confezione in scatola che fu probabilmente la principale causa del suo calo di vendite. L'aumento di prezzo fu particolarmente sentito in Inghilterra dove fino ad allora RuneQuest era stato pubblicato su licenza dalla Games Workshop, la cui licenza fu revocata. Il prezzo del gioco passò in Inghilterra da 8 sterline a 40 sterline. I tentativi di rimediare al problema da parte dell'Avalon (dividere la confezione base in una confezione in scatola per il master e in una per il giocatore e pubblicare una versione ridotta delle regole) non ebbero successo. Le due confezioni in scatola non erano popolari e ben presto furono ritirate dalla pubblicazione, mentre il manuale ridotto obbligò a sprecare quattro o cinque pagine in ogni supplemento per reincludere regole essenziali che erano state escluse.
Inizialmente a causa della clausola sulla preapprovazione del materiale l'Avalon Hill pubblicò una nuova ambientazione per RuneQuest chiamata Fantasy Earth causando un ulteriore scontento nei fan del gioco. Nel 1988 rendendosi conto dell'errore nell'abbandonare l'ambientazione originale, Fantasy Earth fu abbandonata, e furono pubblicati supplementi per Glorantha, per la maggior parte ristampe di prodotti della seconda edizione, ma in alcuni casi anche materiale nuovo. Nel 1989 la Chaosium, che fino ad allora aveva gestito la parte creativa della pubblicazione, era in seri problemi economici e decise di concentrarsi sulle linee di giochi di ruolo pubblicate in proprio, dato che l'accordo con l'Avalon Hill non si era dimostrato vantaggioso come sperato, quest'ultima si trovò improvvisamente a dover gestire anche la scrittura dei supplementi e decise di tornare ad ambientazioni diverse da Glorantha per via della clausola contrattuale di preapprovazione. Dopo comunque due nuove ambientazioni, Daughters of Darkness (1990) e Eldarad (1990) male accolte dai fans sospesero la pubblicazione di materiale di RuneQuest per un anno.
Nel 1992 fu tentato un recupero della linea di RuneQuest, assumendo Ken Rolston come curatore editoriale per RuneQuest, Roger Raupp come illustratore per le copertine e Robin Jenkins come curatore in generale per le linee di giochi di ruolo. Nei due anni successivi furono pubblicati i migliori supplementi della gestione Avalon di RuneQuest, ma nel 1994 tentando di ridurre le spese la produzione delle illustrazioni di copertina fu di nuovo tirata in casa e Rolston passò da dipendente fisso a freelance. Dopo due ultimi supplementi Rolston passò a lavorare per una compagnia di produzioni multimediali. Una proposta per una quarta edizione di RuneQuest, intitolata RuneQuest: Adventures in Glorantha, fu sviluppata dalla Avalon Hill in collaborazione con un gruppo di fans, ma con pochi contatti con la Chaosium, e fu rifiutata da Greg Stafford quando questi la vide nel 1994. Diversi prodotti annunciati non furono pubblicati e le fanzine divennero la maggior fonte di materiale per RuneQuest, come era già successo nel 1989.
Il 4 marzo 1997 la Chaosium terminò l'accordo con l'Avalon Hill per seguire un proprio piano per la rinascita di RuneQuest. Dato che l'Avalon Hill manteneva diritti sulle regole e il marchio RuneQuest ma non poteva più produrre materiale per Glorantha fece un ultimo sforzo annunciando un nuovo regolamento RuneQuest: Slayers che avrebbe dovuto essere pubblicato nell'estate 1988, ma che non fu mai stampato.

#### Altri
La Avalon Hill pubblicò altri giochi di ruolo Powers and Perils (Richard Snider, 1983) e Lords of Creation (Tom Moldway, 1984). Entrambi i giochi però non ottennero un gran successo e dopo qualche supplemento l'Avalon Hill chiuse le loro linee.
Nel 1991 pubblicò Tales from the Floating Vagabond di Lee Garvin, un regolamento umoristico ambientato in un bar transdimensionale. Il regolamento fu supportato con sette supplementi fino al 1993.

### Videogiochi
Avalon Hill entrò anche nel mercato dei videogiochi nel 1980, adattando alcuni dei suoi titoli a varie piattaforme (TRS-80, Vic-20, Commodore 64, Apple II, etc.), e formati (musicassette e floppy disk da 5¼"). Ci furono alcuni occasionali successi ma niente di notevole per l'industria dei videogiochi nel suo complesso fino a relativamente tardi nella sua vita con titoli come Achtung Spitfire!. Nell'ultimo periodo di esistenza della Avalon Hill i videogiochi costituirono una parte importante dei suoi ricavi.
I primi titoli pubblicati furono adattamenti di wargame — B-1 Nuclear Bomber (1980), Midway Campaign (1980), North Atlantic Convoy Raider (1980) e Nukewar (1980). Nel 1982 pubblicarono Telengard un gioco di esplorazione sotterranea derivato da Dungeons & Dragons precursore dei roguelike.
Verso il 1980 Joel Billings contattò l'Avalon Hill proponendo il videogioco che stava sviluppando, Computer Bismarck. La proposta non fu accettata e così Billings fondò la Strategic Simulations (SSI) per poterlo pubblicare.

### Riviste
Nel corso della sua esistenza la Avalon Hill pubblicò alcune riviste dedicate ai suoi giochi.
The General Magazine fu un house organ che promosse la vendita e il gioco dei suoi prodotti. Pubblicato regolarmente dal 1964 fino al 1998 offriva una varietà di articoli, strategie di gioco e tattiche per specifiche situazioni, analisi storiche, colonne semiregolari dedicate a giochi specifici, colonne su giochi sportivi e videogiochi pubblicati dalla AH, elenchi di rivenditori e avversari, risposte a domande sulle regole di gioco, classifiche di giochi e di giocatori, buoni sconto per ordini postali e informazioni sui programmi futuri dell'AH. The General fu di fondamentale importanza perché la sua rubrica delle lettere e la colonna di ricerca degli avversari fornirono un forum per i giocatori per discutere soggetti di comune interesse e nel dare un senso di appartenenza a un gruppo più vasto di appassionati.
Heroes fu una rivista dedicata ai giochi di ruolo pubblicati dalla Avalon Hill pubblicata dal 1984 fino al 1986, per complessivi dieci numeri.
All-Star Replay fu una rivista dedicata ai giochi sportivi dell'Avalon Hill, pubblicata dal 1977 fino al 1981 per un totale di 19 numeri.

### Cessione alla Hasbro
Nel 1998 il mercato dei giochi da tavolo (il principale mercato per l'Avalon Hill) era in netto calo e l'Avalon Hill era in perdita. A peggiorare le cose perse i diritti su due dei principali giochi da tavolo che pubblicava (Civilization e 1830) in seguito a una causa legale con la Microprose sui diritti del nome "Civilization"). Inoltre nel 1996 il principale curatore del RuneQuest: Adventures in Glorantha era stato coinvolto in uno scandalo sessuale e la Monarch Avalon (il nuovo nome della Monarch Office Services, la compagnia proprietaria dell'Avalon) non voleva essere associata ad esso, soprattutto perché avrebbe potuto danneggiar le vendite del loro principale prodotto, Girls' Life, una rivista indirizzata alle ragazzine.
In conseguenza di questi problemi la Monarch decise di uscire dal mercato dei giochi e vendette la Avalon Hill alla Hasbro Games nell'estate del 1998 per la misera somma di sei milioni di dollari.
La Hasbro ha usato il marchio per pubblicare una selezione di vecchi giochi della Avalon Hill, più giochi acquisiti da altri editori, come per esempio Axis and Allies. Generalmente i giochi pubblicati dalla Hasbro sono indirizzati a un pubblico più generale di quello dedicato ai wargame, e i diritti di alcuni di questi sono stati ceduti in licenza ad altre ditte, per esempio la Multi-Man Publishing che pubblica Advanced Squad Leader e la Valley Games che ha ristampato Titan nel 2008. Nel 2003 il marchio Avalon Hill è stato girato alla sussidiaria della Hasbro, Wizards of the Coast ed utilizzato per pubblicare una mezza dozzina di giochi, come Betrayal at the House on the Hill (2004) e Vegas Showdown (2005)
Il marchio "RuneQuest" fu lasciato scadere e recuperato da Greg Stafford, che deteneva anche i diritti del sistema (o meglio del Basic Role-Playing su cui il sistema di RuneQuest era basato) che l'ha licenziato alla Mongoose Publishing per una nuova edizione del gioco.

## Elenco dei giochi
(Notate che alcuni di questi sono stati originariamente sviluppati indipendentemente e quindi ripubblicati dalla AH.)
- 0-9
  - 1776 — Guerra d'indipendenza americana (1974)
  - 1914 — Prima guerra mondiale (1968)
  - 1830 — Sviluppo delle ferrovie nord americane (1986)
- A
  - Acquire (1962)
  - Advanced Squad Leader (1985)
  - Advanced Third Reich (1992)
  - Afrika Korps (1964, 1965, 1977)
  - Age of Renaissance (1996)
  - Air Assault on Crete (1978)
  - Air Force (1980)
  - Alexander the Great (1975)
  - Ambush! (Victory Games) (1983)
  - Anzio (1969, 1971, 1974, 1978)
  - The Arab-Israeli Wars (1977)
  - Atlantic Storm (1997)
  - Attack Sub (1991)
  - Axis and Allies (Originariamente della Hasbro)
  - Axis & Allies Europe (1999)
  - Axis & Allies Pacific (2001)
  - Axis & Allies Revised (2004)
  - Axis & Allies D-Day (2004)
  - Axis & Allies Battle of the Bulge (2006)
  - Axis & Allies Guadalcanal (2007)
- B
  - B-17, Queen of the Skies (1983)
  - Battle of the Bulge (1964, 1981, 1991)
  - Bismarck — affondamento della Bismarck (1962, 1979)
  - Blackbeard (1991)
  - Blitzkrieg
  - Breakout: Normandy (1993)
- C
  - Caesar — Caesar alla battaglia di Alesia (1976)
  - Caesar's Legions (1975)
  - Carrier
  - Chancellorsville (1961, 1974)
  - Circus Maximus (1980)
  - Civil War (1961)
  - Civilization
  - Cosmic Encounter (2000, pubblicato per la prima volta dalla Eon Games)
  - Crescendo of Doom (1980)
- D
  - D-Day (1961, 1965, 1971)
  - Devil's Den (1985)
  - Diplomacy (1961, 1977)
  - Dune (1979)
- E
  - Empire of the Rising Sun (1995)
- F
  - Feudal (1976)
  - Flat Top (1980)
  - France 1940 (1972)
  - Football Strategy (1982)
- G
  - Game of Slang (1981)
  - Game of Trivia (1981)
  - Gangsters (1992)
  - Geronimo (1995)
  - Gettysburg (1958, 1961, 1964, 1977, 1988, 1989)
  - GI: Anvil of Victory (1982)
  - Guadalcanal (1966, 1992)
- H
  - History of the World (1993)
- I
  - Icebergs
  - IDF (Israeli Defence Force) (1993)
  - Image (1979)
  - Intern (1979)
- J
  - Journeys of St. Paul (1968)
  - Jutland (1967, 1974)
- K
  - Kampfgruppe Peiper I (1993)
  - Kampfgruppe Peiper II (1996)
  - Kingmaker
  - Knights of the Air (1987)
  - Kremlin (1988)
  - Kriegspiel (1970)
- L
  - Le Mans (1961)
  - Legend of Robin Hood (1980)
  - The Longest Day (1980)
  - Luftwaffe (1971)
- M
  - Machiavelli (1980)
  - Magic Realm (1978)
  - Merchant of Venus (1988)
  - Midway (1964, 1992)
  - Monsters Ravage America! (1998)
- N
  - Napoleon (1977)
  - Napoleon at Bay (1983)
  - Napoleon's Battles (1989)
  - Naval War (1983)
  - New World (1990)
  - Nieuchess (1961)
- P
  - Pacific War (Victory Games)
  - Panzer Armee Afrika (1982)
  - Panzerblitz (1970)
  - Panzergruppe Guderian (1984)
  - Panzerkrieg (1983)
  - Panzer Leader (1974)
- R
  - Republic of Rome (1990)
  - Rail Baron (1977)
  - Richthofen's War — Combattimento aereo nella prima guerra mondiale (1972)
  - Rise and Decline of the Third Reich (1976, 1981)
  - Advanced Third Reich (1992)
  - Risk 2210 — Variante del Risiko
  - Roads to Gettysburg (1994)
  - The Russian Campaign (1974, 1976)
  - Russian Front (1985)
- S
  - Source of the Nile — Esplorazione dell'Africa (1979)
  - Speed Circuit (1971)
  - Squad Leader — Combattimento tattico nella seconda guerra mondiale (1977)
    - Cross of Iron — modulo di espansione (1978)
    - Crescendo of Doom — modulo di espansione (1979)
    - GI: Anvil of Victory — modulo di espansione (1982)
    - Advanced Squad Leader (1985)

  - Squander (1965)
  - Stalingrad (1963, 1974)
  - Starship Troopers (1976, 1997)
  - Stonewall Jackson's Way (1992)
  - Stonewall in the Valley (1995)
  - Stonewall's Last Battle (1996)
  - Storm Over Arnhem (1981)
  - Struggle of Nations (1982)
  - Submarine (1978)
  - Successors (1997)
- T
  - Tactics (1952, 1983)
  - Tactics II (1958, 1961, 1972)
  - Third Reich — (1976, 1981)
    - Advanced Third Reich (1992)

  - Titan — Combattimento tra mostri fantasy (1982)
  - Titan: the Arena — (1997)
  - Tokyo Express
- U
  - U-Boat (1959, 1961)
  - Up Front (1983)
- V
  - Victory in the Pacific — Guerra del Pacifico (1977)
  - Vikings
- W
  - War and Peace (1980)
  - War at Sea — Battle of the Atlantic (1976)
  - War at Sea II (1980)
  - Waterloo (1962)
  - Wizards (1982)
  - Wizard's Quest (1979)
  - Wooden Ships and Iron Men — combattimenti navali dal 1776 al 1814 (1975)
- Y
  - Yanks (1987)
  - Year of the Lord (1968)
  - Yellowstone (1985)

## Elenco dei videogiochi
Elenco approssimativo dei videogiochi pubblicati dalla The Avalon Hill Game Company:
- 1830: Railroads & Robber Barons (1995)
- 5th Fleet (1994)
- Achtung Spitfire (1997)
- Advanced Civilization (1995)
- The Alien (1982)
- Andromeda Conquest (1982)
- B-1 Nuclear Bomber (1980)
- Beast War (1984)
- Bomber Attack (1982)
- Breakthru (1983)
- By Fire & Sword (1985)
- Cavewars (1996)
- Clear for Action (1984)
- Close Assault (1982)
- Computer Acquire (1980)
- Computer Baseball Strategy (1982)
- Computer Circus Maximus (1984)
- Computer Diplomacy (1984)
- Computer Diplomacy (1992)
- Computer Facts in Five (1982)
- Computer Football Strategy (1983)
- Computer Foreign Exchange (1982)
- Computer Statis Pro Baseball (1983)
- Computer Stocks & Bonds (1982)
- Conflict 2500 (1981)
- Controller (1982)
- Darkhorn (1985)
- D-Day: America Invades (1995)
- Death Trap (1983)
- Dnieper River Line (1982)
- Draw Poker (1982)
- Dreadnoughts (1984)
- Dr. Ruth's Computer Game of Good Sex (1986)
- Empire of the Over-Mind (1981)
- Flight Commander 2 (1994)
- Flight Commander 2: Mission Builder (1995)
- Flying Ace (1983)
- Fortress of the Witch King (1983)
- Free Trader (1983)
- Galaxy (1981)
- Gryphon (1985)
- Guderian (1986)
- Gulf Strike (1984)
- Guns of Fort Defiance (1981)
- GYPSY (1982)
- History of the World (1997)
- Incunabula (1984)
- Jupiter Mission 1999 (1984)
- Kingmaker (1994)
- KNOCKOUT (1982)
- Legends of the Lost Realm (1989)
- Legends of the Lost Realm II: Wilderlands (1989)
- Legionnaire (1982)
- Leisure Genius Presents Computer Diplomacy (1990)
- London Blitz (1983)
- Lords of Karma (1981)
- Macbeth (1986)
- Mac Pro Football (1986)
- Maxwell Manor (1984)
- Midway Campaign (1980)
- Mission on Thunderhead (1985)
- Moon Patrol (1982)
- North Atlantic Convoy Raider (1980)
- Nukewar (1980)
- Operation Crusader (1994)
- Out of Control (1983)
- Over the Reich (1996)
- Panzer-Jagd (1983)
- Panzers East! (1984)
- Paris in Danger (1983)
- Parthian Kings (1984)
- Planet Miners (1980)
- Quest of the Space Beagle (1984)
- RAM! (1985)
- Ripper! (1984)
- Roadracer Bowler (1982)
- Shootout at the OK Galaxy (1982)
- Shuttle Orbiter (1983)
- Space Station Zulu (1982)
- Spitfire '40 (1986)
- Super Bowl Sunday (1984)
- TAC: Tactical Armor Command (1983)
- Tank Arkade (1982)
- Tanktics (1981)
- Telengard (1982)
- T.G.I.F. (1983)
- Third Reich (1992)
- Third Reich (1996)
- Tsushima (1985)
- Under Fire! (1985)
- Under Southern Skies (1983)
- VC (1982)
- Voyager I: Sabotage of the Robot Ship (1981)
- Wooden Ships and Iron Men (1987)
- Wooden Ships & Iron Men (1996)
- World at War: Volume II - Stalingrad (1995)
- Zardon (1983)

Un adattamento del gioco da tavolo Blackbeard era in sviluppo, ma non risulta mai uscito.

### Approfondimenti
1. ↑  Era venduta a 38$, equivalenti a circa 77 euro nel 2011.
2. ↑  La Games Workshop pubblicava su licenza ristampandoli localmente numerosi giochi di ruolo statunitensi, dato che era più economico che non importare fisicamente i libri stampati negli Stati Uniti
3. ↑  Inizialmente condannato, ma in seguito assolto.
4. ↑  In confronto la Hasbro pagò 70 milioni di dollari per la Microprose e 325 milioni di dollari per la TSR, vedi Appelcline 2011, p. 190

### Fonti
1. 1 2 3  Dunnigan 1992, Overview.
2. ↑  Avalon Hill Index, p. 5.
3. 1 2  Peterson 2012, Chapter One: A Prelude to Adventure (1964-1974).
4. 1 2 3  Avalon Hill Index, p. 6.
5. 1 2   Greg Rienzi, Baltimore Observed: Encounter, in The Urbanite Magazine, Urbanite Baltimore, maggio 2009. URL consultato il 25 dicembre 2013 (archiviato dall'url originale l'8 giugno 2009).
6. 1 2 3 4  Avalon Hill Index, p. 8.
7. 1 2  Avalon Hill Index, p. 9.
8. ↑  Appelcline 2011, p. 98.
9. 1 2  (EN) Stephen Patrick, Charles S. Roberts: The Founding Father, su alanemrich.com, CSR Awards, 1972 (archiviato dall'url originale il 7 giugno 2007).
10. 1 2 3 4  Avalon Hill Index, p. 12.
11. ↑  Avalon Hill Index, p. 15.
12. ↑  Avalon Hill Index, p. 18.
13. 1 2 3  Appelcline 2011, p. 175.
14. ↑  Dunnigan 1992, Chapter 5: History of Wargames - Into the 1980s.
15. ↑  Appelcline 2011, pp. 175-176.
16. 1 2 3 4  Appelcline 2011, p. 176.
17. 1 2 3 4 5 6  Appelcline 2011, p. 178.
18. 1 2  Appelcline 2011, pp. 177-178.
19. ↑  Appelcline 2011, p. 177.
20. 1 2 3 4 5  Appelcline 2011, p. 179.
21. 1 2 3 4  Appelcline 2011, p. 180.
22. ↑  (EN) Shannon Appelcline, The Heroes Index (TXT), su erzo.org, 2000. URL consultato il 26 dicembre 2013 (archiviato dall'url originale il 28 maggio 2012).
23. ↑  (EN) J. Leffal, Monarch Avalon to sell game unit to Hasbro In wake of loss, local company to get $6 million in cash, in The Baltimore Sun, 5 agosto 1988. URL consultato il 26 dicembre 2013.
24. ↑  (EN) The Avalon Hill Game Company, su MobyGames, Blue Flame Labs.
25. ↑   Blackbeard (JPG), in The Games Machine, n. 76, Milano, Xenia Edizioni, giugno 1995,  p. 44, OCLC 982486891.